# Julius Lippmann
Julius Lippmann (ur. 22 lipca 1864 w Gdańsku, zm. 1934 w Berlinie) – niemiecki polityk.

## Życiorys
Z zawodu prawnik. Początkowo członek Postępowej Partii Ludowej, a od 1918 Niemieckiej Partii Demokratycznej. W latach 1908–1919 deputowany w Izbie Posłów pruskiego parlamentu, w latach 1919/1920 członek zgromadzenia narodowego Republiki Weimarskiej. Od 1892 roku związany ze Szczecinem, w latach 1900–1919 radny miejski. Nadprezydent prowincji Pomorze w latach 1919-1930.